# Kila socken, Värmland
Kila socken i Värmland ingick i Näs härad, ingår sedan 1971 i Säffle kommun och motsvarar från 2016 Kila distrikt.
Socknens areal var 164,22 kvadratkilometer varav 138,11 land. År 2000 fanns här 768 invånare. Von Echstedtska gården samt sockenkyrkan Kila kyrka ligger i socknen.   

## Administrativ historik
Socknen har medeltida ursprung.
Vid kommunreformen 1862 övergick socknens ansvar för de kyrkliga frågorna till Kila församling och för de borgerliga frågorna bildades Kila landskommun. Landskommunen uppgick 1952 i Gillberga landskommun som 1971 uppgick i Säffle kommun.
1 januari 2016 inrättades distriktet Kila, med samma omfattning som församlingen hade 1999/2000.  
Socknen har tillhört län, fögderier, tingslag och domsagor enligt vad som beskrivs i artikeln Näs härad. De indelta soldaterna tillhörde Värmlands regemente, Näs och Gillbergs kompanier.

## Geografi
Kila socken ligger nord-nordväst om Säffle med sjön Sjönsjö i söder, sjön Summeln i väster och Harefjorden och Byälven i öster. Socknen har odlingsbygd utmed båda sidor av Harefjorden/Byälven och är i övrigt en starkt kuperad skogsbygd med höjder som i väster når 202 meter över havet.

## Fornlämningar
Från stenåldern finns lösfynd och 17 hällkistor. Från bronsåldern finns spridda gravrösen. Från järnåldern finns några gravfält, domarringar och en fornborg. En runristning vid gården Edhet finns antecknad från 1600-talet och är nu försvunnen.

## Namnet
Namnet skrevs 1503 Killa och syftar troligen på en kilformad vik av Harefjorden vid kyrkan.

## Befolkningsutveckling
| Befolkningsutvecklingen i Kila socken, Värmland 1810–1990                                                | Befolkningsutvecklingen i Kila socken, Värmland 1810–1990 | Befolkningsutvecklingen i Kila socken, Värmland 1810–1990 | Befolkningsutvecklingen i Kila socken, Värmland 1810–1990 | Befolkningsutvecklingen i Kila socken, Värmland 1810–1990 |
| --- | --------------------------------------------------------- | --------------------------------------------------------- | --------------------------------------------------------- | --------------------------------------------------------- |
| |                                                           |                                                           |                                                           |                                                           |
| År |                                                           |                                                           | Folkmängd                                                 |                                                           |
| 1810 | 1810                                                      |                                                           | 1 725                                                     |                                                           |
| 1820 | 1820                                                      |                                                           | 1 825                                                     |                                                           |
| 1830 | 1830                                                      |                                                           | 1 975                                                     |                                                           |
| 1840 | 1840                                                      |                                                           | 2 252                                                     |                                                           |
| 1850 | 1850                                                      |                                                           | 2 436                                                     |                                                           |
| 1860 | 1860                                                      |                                                           | 2 763                                                     |                                                           |
| 1870 | 1870                                                      |                                                           | 2 957                                                     |                                                           |
| 1880 | 1880                                                      |                                                           | 2 955                                                     |                                                           |
| 1890 | 1890                                                      |                                                           | 2 450                                                     |                                                           |
| 1900 | 1900                                                      |                                                           | 2 154                                                     |                                                           |
| 1910 | 1910                                                      |                                                           | 1 876                                                     |                                                           |
| 1920 | 1920                                                      |                                                           | 1 707                                                     |                                                           |
| 1930 | 1930                                                      |                                                           | 1 555                                                     |                                                           |
| 1940 | 1940                                                      |                                                           | 1 327                                                     |                                                           |
| 1950 | 1950                                                      |                                                           | 1 223                                                     |                                                           |
| 1960 | 1960                                                      |                                                           | 1 022                                                     |                                                           |
| 1970 | 1970                                                      |                                                           | 859                                                       |                                                           |
| 1980 | 1980                                                      |                                                           | 814                                                       |                                                           |
| 1990 | 1990                                                      |                                                           | 791                                                       |                                                           |
| Anm: Källor: Umeå universitet - Tabellverket 1749-1859, Demografiska databasen, CEDAR, Umeå universitet. |                                                           |                                                           |                                                           |                                                           |

## Kända personer från bygden
- Nils Lövgren, biskop i Västerås stift.